# 中赛格多
中赛格多（学名：Parabarium spireanum）为夹竹桃科杜仲藤属下的一个种。